# Кириши
Кириши (рус. Кириши) насељено је место са административним статусом града на северозападу европског дела Руске Федерације. Налази се у јужном делу Лењинградске области и административно припада Киришком рејону чији је уједно и административни центар.
Према проценама националне статистичке службе за 2015. у граду је живело 52.494 становника.
Административни статус града носи од 1965. године. Град је познат као важно седиште нафтне индустрије.

## Географија
Град Кириши налази се у јужном делу Лењинградске области, уз саму границу са Новгородском облашћу. Лежи на десној обали реке Волхов, на око 155 километара југоисточно од Санкт Петербурга.
Уже градско средиште обухвата територију површине 38 км², а сам градски центар лежи на надморској висини од 29 m.

## Историја
У писаним изворима насеље Кириши се по први пут помиње 1693. године као село уз десну облау реке Волхов. Међутим на карти Санкт Петербуршке губерније из 1792. године исто насеље се помиње под именом Киреши, да би се три деценије касније на карти појавило поново под садашњим именом, и то као село са 24 сеоска домаћинства.
До интензивнијег развоја насеља долази током 1920-их година када је кроз тадашње село прошла линија железничке пруге Лењинград–Мга–Сонково, саграђен је мост преко Волхова, те отворена железничка станица у селу. Око станице је убрзо почело да се развија радничко насеље, отворена је и прва пилана, те фабрика за производњу шибица. Године 1931. село Кириши је постало рејонским центром Киришког рејона.
Током Другог светског рата насеље се налазило на првој линији борбених дејстава и доживело је огромна разарања због чега је рејонски центар премештен у оближњи Будогошч.
Насеље је било готово замрло све до 1961. године када је започела градња рафинерије нафте, насеље је убрзано кренуло да се развија и већ 1965. добија административни статус града и рејонског центра.

## Демографија
Према подацима са пописа становништва 2010. у граду је живело 52.309 становника, док је према проценама националне статистичке службе за 2015. град имао 52.494 становника.
| 1959. | 1970.  | 1979.  | 1989.  | 2002.  | 2010.  | 2015.  |
| ----- | ------ | ------ | ------ | ------ | ------ | ------ |
| 615   | 27.252 | 44.246 | 53.014 | 55.634 | 52.309 | 52.494 |

## Привреда и саобраћај
Град Кириши је важан индустријски центар чија индустријска производња почива на преради нафте која се нафтоводима транспортује са уралских налазишта. Нафта се у град транспортује нафтоводом Аљметјевск–Нижни Новгород—Јарослављ— Кириши. У плану је изградња још једне високомодернизоване рафинерије која би са радом требало да почне 2017. године.
У непосредној близини града ради Киришка термоелектрана капацитета 2.595 mWh часова електричне енергије. Електрана је отворена 1965. године, а као погонско гориво раније је користила мазут, док се данас користи природни гас.
Кроу град пролази важна железничка пруга која повезује Санкт Петербург са Москвом. најзнаћајнији друмски правци су магистрала А115 која иде дуж леве обале реке Волхов (Зујево—Кириши—Волхов—Нова Ладога), локални друмски правац Н33 уз десну обалу Волхова (стари волховски пут) и Н126 Кириши—Будогошч—Крестци—Смолино.
Река Волхов која је пловна у овом делу тока код Киришија је премоштена са два моста, железничким и друмским. Све до 1970-их година одвија се редован путнички саобраћај реком са Новгородом.

## Спорт
Најважнији спорт у граду је ватерполо, а локални женски тим вишеструки је првак Русије у том спорту. У локалној спортској дворани одржавају се и међународна такмичења у ватерполу.

## Партнерски градови
Град Кириши има потписане уговоре о партнерству и сарадњи са следећим градовима и општинама:
- Исалми (Финска)
- општина Тисфјорд (Норвешка)